# Bloomfield Hills
Bloomfield Hills – miasto w Stanach Zjednoczonych, w stanie Michigan, w hrabstwie Oakland.